# مدرسه حقانی
مدرسه حقّانی یا مدرسه منتظریه، از مدارس حوزه علمیه قم است که با هدف ایجاد تغییراتی در نظام آموزشی در سال‌های پایانی دهه ۱۳۳۰ش تأسیس شد. مدرسه حقانی یکی از مشهورترین مدارس علمیه در بین حوزه‌های علمیه شیعی است و بسیاری از افراد مؤثر در انقلاب ایران و مسئولان سیاسی پس از انقلاب ایران، دانش‌آموختگان این مدرسه‌اند. این مدرسه علمیه تأثیر بسزایی در تاریخ تحولات سیاسی و اجتماعی ایران خصوصاً در انقلاب ۱۳۵۷ داشته‌است.
این مدرسه از نظر شیوه گزینش طلبه با مدارس حوزه علمیه قم تفاوت داشت. اصلاح نظام آموزشی حوزه با برنامه مدون و منظم، با تأسیس مدرسه حقانی آغاز شد و شکل عملی به خود گرفت. پایه‌گذاران این مدرسه، نظام آموزشی سنّتی حوزه را با نظام جدید تلفیق کردند و سبک جدیدی در نظام آموزشی حوزه بنیان نهادند.

## نام مدرسه
نام رسمی مدرسه طبق وقف‌نامه، «مدرسه منتظریه» و به گفته سید محمد بهشتی «منتظریة الشمس» بود اما به نام سازنده آن، به «مدرسه حقانی» معروف شد.

## بنیانگذاران
بنیان‌گذاران مدرسه حقانی عبارت بودند از: سید محمد حسینی بهشتی، علی قدوسی، عبدالرحیم ربّانی شیرازی و حسین حقانی (فرزند علی حقانی)

## دانش آموختگان
در چهار دههٔ گذشته انبوهی از مدیران ارشد امنیتی و قضایی نظام مانند مصطفی پورمحمدی، علی فلاحیان، ابراهیم رئیسی، روح‌الله حسینیان و غلامحسین محسنی اژه‌ای از مدرسان یا شاگردان مدرسه حقانی بوده‌اند. بسیاری از دانش‌آموختگان آن پس از انقلاب ۱۳۵۷ ایران به مدیریت ارشد دستگاه‌های قضایی و امنیتی جمهوری اسلامی درآمدند.

## دلایل تأسیس
سید محمد بهشتی هدف از تأسیس مدرسه را تربیت انسان‌هایی معرفی کرده بود که «محققانه و نه مقلدانه» انسان و جهان را بشناسند و طلبه «آگاه شده آگاه‌کننده» باشند. دیگر دلایل تأسیس این مدرسه عبارت بوده‌است از:
1. رفع نابسامانی‌های حوزه؛
2. ایجاد نظم و تشکیلات؛
3. اصلاح متون درسی؛
4. نظارت بر اخلاق و انضباط طلاب؛
5. تربیت طلاب آشنا به مسائل روز؛
6. «اتحاد و ارتباط حوزه و دانشگاه»؛
7. تدریس برخی از علوم اسلامی که به آنها توجه کافی نمی‌شد؛
8. تربیت مجتهدان آشنا به علوم جدید به‌ویژه علوم انسانی و مباحث سیاسی و حقوقی و نیز زبان انگلیسی.[نیازمند منبع]

## استادان
پیش از انقلاب ایران، احمد جنتی و محمدتقی مصباح یزدی در مدرسه حقانی تدریس می‌کردند. همچنین ۱۸ سال یوسف صانعی نیز در آن تدریس می‌کرده‌است.

## مخالفت با شریعتی
در سال‌های دههٔ ۵۰ شمسی طیف وسیعی از طلاب مدرسه حقانی، تحت تأثیر دو استاد مدرسه یعنی مصباح و قدوسی، با شریعتی مخالف بودند. اقلیتی هم تحت تأثیر بهشتی، در مجموع شریعتی را قبول داشتند و از او حمایت می‌کردند.

## وضعیت فعلی
این مدرسه در اوایل انقلاب ۱۳۵۷، به علت حضور اساتید و شاگرادانش در موقعیت‌های سیاسی و حکومتی، مدتی به صورت نیمه تعطیل درآمده بود که بعدها فعالیت علمی و آموزشی از سر گرفته شد. هم‌اکنون در این مدرسه، طلاب در مقدمات و سطح عالی (رشتهٔ تخصصی فقه و اصول) مشغول به تحصیل هستند.